# ميشيل رايت
ميشيل رايت هي كاتبة غنائية وفنانة ومغنية كندية، ولدت في 1 يوليو 1961.

## وصلات خارجية
- الموقع الرسمي
- ميشيل رايت على موقع IMDb (الإنجليزية)
- ميشيل رايت على موقع ميوزك برينز (الإنجليزية)
- ميشيل رايت على موقع أول ميوزيك (الإنجليزية)
- ميشيل رايت على موقع ديسكوغز (الإنجليزية)